# Ariake Gymnastics Centre
L'Ariake Gymnastics Centre (有明体操競技場?, Ariake taisō kyōgijō) è un impianto sportivo polivalente indoor situato a Tokyo, nel distretto Ariake del quartiere Kōtō, e costruito in occasione dei Giochi della XXXII Olimpiade.

## Storia
I lavori di costruzione della struttura, dal costo stimato di 20,5 miliardi di yen, sono iniziati nel novembre 2017. La struttura è stata completata nell'ottobre 2019 e il 29 ottobre è stata ufficialmente inaugurata. Tra il 28 novembre e il 1º dicembre l'impianto ha ospitato i campionati mondiali di trampolino elastico 2019 come test pre-olimpico.
Dopo uno slittamento di un anno a causa della pandemia di COVID-19, tra il 24 luglio e l'8 agosto 2021 l'impianto ha ospitato le competizioni di ginnastica artistica, di trampolino elastico e di ginnastica ritmica dei Giochi della XXXII Olimpiade. Dal 28 agosto al 4 settembre hanno invece avuto luogo le gare di boccia dei XVI Giochi paralimpici estivi.

## Caratteristiche

L'interno dell'impianto nel 2021.

L'edificio è stato progettato dallo studio Nikken Sekkei ispirandosi all'architettura tradizionale giapponese, dove il legno ha un ruolo fondamentale. Secondo gli architetti la struttura dovrebbe somigliare a una "nave di legno che galleggia nella baia". Le pareti esterne sono realizzate in legno di cedro, mentre il tetto è in legno di larice; in totale sono stati utilizzati 2 300 metri cubi di legno provenienti da diverse aree del paese. Durante i giochi olimpici e paralimpici la struttura ha avuto una capacità di 12 000 spettatori. Al termine dei giochi l'impianto sarà trasformato in un centro congressi.